# Myst
Myst е графична приключенска видеоигра, проектирана и режисирана от братята Робин и Ранд Милър.
Разработена е от студио Cyan Worlds във Споукан, Вашингтон. Това е най-големият проект на Cyan. Издавана е от Brøderbund.
Милър започват работа по Myst през 1991 г. и я пускат за компютъра Macintosh на 24 септември 1993 г.